# لويس خيريز سيلفا
لويس خيريز سيلفا (بالإسبانية: Luis Jerez Silva)‏ (20 فبراير 1989 في الأرجنتين - ) هو لاعب كرة قدم أرجنتيني في مركز الوسط. لعب مع ديفنسا خوستيكا وغودوي كروز وتاليريس كوردوبا.

## وصلات خارجية
- لويس خيريز سيلفا على موقع قاعدة بيانات كرة القدم.إي يو (الإنجليزية)
- لويس خيريز سيلفا على موقع Soccerway.com (الإنجليزية)